# قاسم سعودي
قاسم سعودي هو أديب وشاعر وخطاط، من أهل الموصل.

## حياته ونشأته
ولد بالموصل. له العديد من النصوص والمقالات المنشورة في الصحف والمجلات العراقية والعربية. حصلت مجموعته الرابعة «كرسي العازف» الصادرة عن دار عدنان في بغداد، على إحدى جوائز مسابقة أثير الشعرية في العاصمة العمانية مسقط.

## مؤلفاته
| الاسم                                               | دار النشر                       | تاريخ النشر | عدد الصفحات | ردمك ISBN            | المصدر               |
| --------------------------------------------------- | ------------------------------- | ----------- | ----------- | -------------------- | -------------------- |
| شجرة الأحذية                                        | \| دار الهدهد للنشر والتوزيع \| | 2020        | 32          | (ردمك 9789948364214) | [ 2 ] [ 3 ] [ 4 ]    |
| الدرهم الذي كان يغني                                | دار الهدهد للنشر والتوزيع       | 2014        |             |                      | [ 5 ] [ 6 ] [ 7 ]    |
| الزرافة التي تعشق الطيران                           | دار أشجار                       | 2016        | 36          | (ردمك 9789948135456) | [ 8 ] [ 9 ]          |
| ما لم يره الراكض                                    | فضاءات للنشر والتوزيع           | 2013        |             | (ردمك 9789957303860) | [ 10 ]               |
| مصباح مغلق                                          | فضاءات للنشر والتوزيع           | 2012        |             | (ردمك 9789957302719) | [ 11 ]               |
| رئة ثالثة                                           | فضاءات للنشر والتوزيع           | 2010        | 126         | (ردمك 9789957301712) | [ 12 ] [ 13 ] [ 14 ] |
| الإوزة التي تصطاد النجوم                            | دار أشجار                       | 2017        | 39          | (ردمك 9789948097600) | [ 15 ]               |
| صياد الشمس                                          | دار أشجار                       | 2017        |             |                      | [ 16 ]               |
| الفحص التحليلي لتحسين كفاءة وفعالية مراجعة الحسابات | دار الإبتكار للنشر والتوزيع     | 2018        | 352         | (ردمك 9789957688042) | [ 17 ] [ 18 ]        |
| حين رأيتك أخطأت في النحو                            | دار العين للنشر                 | 2014        |             |                      | [ 19 ] [ 20 ] [ 21 ] |
| الصعود على ظهر أبي                                  | دار ومكتبة عدنان                | 2016        | 171         |                      | [ 22 ]               |
| كرسي العازف                                         | دار ومكتبة عدنان                | 2013        | 140         |                      | [ 23 ]               |
| مثل قارب خشبي مقلوب في الصحراء                      | دار مسعى للنشر والتوزيع         | 2017        | 141         | (ردمك 9789933570064) | [ 24 ]               |
| لمحات في الثقافة الإسلامية                          | منشورات مصابيح لكتاب الطفل      | 2019        | 15          | (ردمك 9789922914947) | [ 25 ]               |
| ليس للوردة فم.. ليس للمسدس ذاكرة                    | دار مسعى للنشر والتوزيع         | 2019        | 128         |                      | [ 26 ] [ 27 ]        |
| دار الهدهد للنشر والتوزيع                           |                                 |             |             |                      |                      |

## جوائز وتكريم
- حائز على جائزة الشارقة للابداع عن ديوانه رئة ثالثة.[28]
- حاصل على المركز الثالث، جائزة غانم غباش للقصة القصيرة في اتحاد كتاب وأدباء الإمارات عن قصة (قطن أسود) 2004.
- حاصل على الجائزة التقديرية للقصة القصيرة في مسابقة غانم غباش في اتحاد  كتاب وأدباء الإمارات عن قصة (جسد أحمر) 2005.
- حصل سعودي على المركز الثالث في جائزة الشارقة للإبداع «الدورة 12» في أدب الطفل عن مجموعته القصصية «حكايات الدرهم الذي كان يغني» التي صدرت عن دائرة الثقافة والإعلام في الشارقة عام 2009.
- كرمته وزارة الثقافة العراقية ببغداد ضمن احتفالية للمبدعين العراقيين الفائزين بجوائز عربية وعالمية عام 2011.[1]